# Campeonato Paulista 1948
In 1948 werd het 47ste Campeonato Paulista gespeeld voor clubs uit de Braziliaanse staat São Paulo. De competitie werd gespeeld van 9 mei tot 26 december. São Paulo werd kampioen.

## Eindstand
| Plaats | Club                | Wed. | W  | G | V  | Saldo | Ptn. |
| ------ | ------------------- | ---- | -- | - | -- | ----- | ---- |
| 1.     | São Paulo           | 20   | 16 | 2 | 2  | 54:19 | 34   |
| 2.     | Santos              | 20   | 15 | 2 | 3  | 54:31 | 32   |
| 3.     | Ypiranga            | 20   | 11 | 5 | 4  | 44:24 | 27   |
| 4.     | Corinthians         | 20   | 11 | 4 | 5  | 50:32 | 26   |
| 5.     | Portuguesa          | 20   | 9  | 2 | 9  | 49:34 | 20   |
| 6.     | Palmeiras           | 20   | 7  | 5 | 8  | 29:32 | 19   |
| 6.     | Juventus            | 20   | 7  | 5 | 8  | 32:49 | 19   |
| 8.     | Portuguesa Santista | 20   | 6  | 5 | 9  | 29:41 | 17   |
| 9.     | Comercial           | 20   | 5  | 2 | 13 | 35:52 | 12   |
| 10.    | Jabaquara           | 20   | 2  | 3 | 15 | 21:46 | 7    |
| 10.    | Nacional            | 20   | 2  | 3 | 15 | 18:55 | 7    |

|  | Kampioen |

### Kampioen
| Campeonato Paulista de 1948   |
| São Paulo                     |
| ----------------------------- |
| SÃO PAULO Kampioen (5° titel) |

## Topschutter
| Speler            | Speler | Goals | Club     |
| ----------------- | ------ | ----- | -------- |
| Vlag van Brazilië | Cilas  | 19    | Ypiranga |